# TV Mirante Cocais
TV Mirante Cocais é uma emissora de televisão brasileira concessionada em Codó, porém sediada em Caxias, ambas cidades do estado do Maranhão. Opera no canal 9 (29 UHF digital) e é afiliada à TV Globo. É uma das emissoras próprias da Rede Mirante e gera sua programação para o leste maranhense e áreas próximas.

## História
A emissora foi fundada em 1988 como TV Itapecuru pelo empresário Nagib Haickel. Desde sua fundação, é afiliada à TV Globo. Em abril de 2001, entrou no ar a repetidora da emissora em Timon, através do canal 14 UHF, fazendo com que as cidades de Teresina e Timon fossem cobertas por duas afiliadas da Globo, uma com programação 100% maranhense e outra (TV Clube) 100% piauiense.
No mesmo ano, a emissora foi adquirida pela família Sarney, e em 14 de junho, passou a se chamar TV Mirante Cocais, transmitindo também programas de São Luís. Na mesma data, passou a ser retransmitida em Caxias pelo canal 8 VHF no lugar da extinta TV Cocais (fundada em 1992 por Paulo Guimarães —também fundador da TV Timon — como TV Paraíso e afiliada à Rede OM/CNT, mudando o nome e a afiliação para a Globo em 1995).
Em outubro de 2007, as retransmissoras da TV Mirante Cocais ficaram fora do ar em algumas cidades para troca de transmissores. O objetivo dessa mudança era aumentar a qualidade do sinal e a cobertura para mais cidades vizinhas a aquelas onde já existem repetidoras instaladas, porém a recepção de sinal era deficiente. No fim de 2011, a emissora passou a ter um sinal no satélite Star One C2, substituindo a transmissão por enlaces de micro-ondas.
Em janeiro de 2012, a emissora transferiu sua sede para o município de Caxias, em uma casa no Morro do Alecrim. Em 10 de julho de 2013, a emissora retomou a produção de programas locais, com a estreia do JMTV 2ª edição, apresentado por David Peres, e o boletim informativo Mirante Notícia, exibido nos intervalos da programação.
Em 11 de novembro de 2017, a emissora deixou novamente de produzir programas locais e passou a retransmitir toda a programação vinda de São Luís, com exceção dos intervalos comerciais locais que seguem normalmente. A TV Mirante Cocais também assumiu as antenas da área de cobertura da TV Mirante Santa Inês, que foi extinta no mesmo processo.

## Sinal digital
| Canal virtual | Canal digital | Resolução de tela | Programação                                        |
| ------------- | ------------- | ----------------- | -------------------------------------------------- |
| 9.1           | 29 UHF        | 1080i             | Programação principal da TV Mirante Cocais / Globo |

A emissora iniciou os testes do seu sinal digital em 3 de setembro de 2015 para a cidade de Caxias, pelo canal 28 UHF, e em 24 de novembro, iniciou suas transmissões em definitivo. Sua geradora em Codó, porém, iniciou as transmissões apenas em junho de 2016, através do canal 29 UHF.
Transição para o sinal digital
Com base no decreto federal de transição das emissoras de TV brasileiras do sinal analógico para o digital, a TV Mirante Cocais, bem como as outras emissoras de Codó, encerrou suas transmissões pelo canal 09 VHF em 30 de junho de 2025, seguindo o cronograma oficial da ANATEL.

## Retransmissoras
| Cidade                    | Analógico | Digital | Cidade                  | Analógico | Digital | Cidade                   | Analógico | Digital |
| ------------------------- | --------- | ------- | ----------------------- | --------- | ------- | ------------------------ | --------- | ------- |
| Aldeias Altas             | 13        | -       | Alto Alegre do Maranhão | 11        | -       | Arari                    | 05        | 27*     |
| Bacabal                   | 12        | 30      | Barão de Grajaú         | 12        | 30      | Bom Lugar                | 11        | 28*     |
| Brejo                     | 06        | -       | Brejo de Areia          | 07        | 28*     | Buriti Bravo             | 06        | -       |
| Capinzal do Norte         | 09        | -       | Caxias                  | 08        | 28      | Chapadinha               | 07        | -       |
| Coelho Neto               | 12        | -       | Colinas                 | 13        | 28*     | Coroatá                  | 11        | 29*     |
| Dom Pedro                 | 11        | 29*     | Esperantinópolis        | 02        | 29*     | Gonçalves Dias           | 13        | -       |
| Governador Eugênio Barros | 07        | 27*     | Governador Luiz Rocha   | -         | 09 (29) | Igarapé do Meio          | 05        | 26*     |
| Igarapé Grande            | 05        | 29*     | Joselândia              | 07        | -       | Junco do Maranhão        | 05        | 33*     |
| Lago da Pedra             | 10        | 29*     | Lago Verde              | 10        | 28*     | Lagoa Grande do Maranhão | 07        | 29      |
| Lima Campos               | 07        | -       | Matões                  | 13        | -       | Matões do Norte          | 11        | -       |
| Miranda do Norte          | 13        | -       | Olho d'Água das Cunhãs  | 07        | 29*     | Paraibano                | 08        | -       |
| Pedreiras                 | 11        | 41      | Pedro do Rosário        | 07        | 29*     | Peritoró                 | 13        | -       |
| Pinheiro                  | 05        | 10 (29) | Pirapemas               | 08        | -       | Poção de Pedras          | 04        | 32*     |
| Presidente Dutra          | 04        | 29      | Santa Inês              | 13        | 29      | São Domingos do Maranhão | 09        | 31      |
| São João dos Patos        | 11        | -       | São José dos Basílios   | 09        | 29      | São Mateus do Maranhão   | 05        | -       |
| Satubinha                 | 09        | -       | Sucupira do Norte       | 04        | -       | Timbiras                 | 09        | -       |
| Timon                     | -         | 14 (29) | Trizidela do Vale       | 11        | 27*     | Tufilândia               | 05        | 30      |
| Tuntum                    | 11        | 26*     | Vargem Grande           | 11        | -       | Vitorino Freire          | 08        | 31*     |

* - Em implantação